# 托里尼亚 (东比利牛斯省)
托里尼亚（法語：Taurinya，法語發音：[toʁiɲa] ⓘ）是法国东比利牛斯省的一个市镇，位于该省中部，属于普拉德区。

## 地理
托里尼亚（42°34'49"N, 2°25'36"E）面积14.5 平方千米，位于法国奧克西塔尼大區东比利牛斯省，该省份为法国大陆部分最南部的省份，涵盖了北加泰罗尼亚，北起奥德省，西接阿列日省和安道尔，南与西班牙接壤，东临地中海。
与托里尼亚接壤的市镇（或旧市镇、城区）包括：科达莱特、普拉德、克拉拉-维耶拉克、埃斯托埃、瓦尔马尼亚、韦尔内莱班、菲约尔斯、里亚-锡拉克。

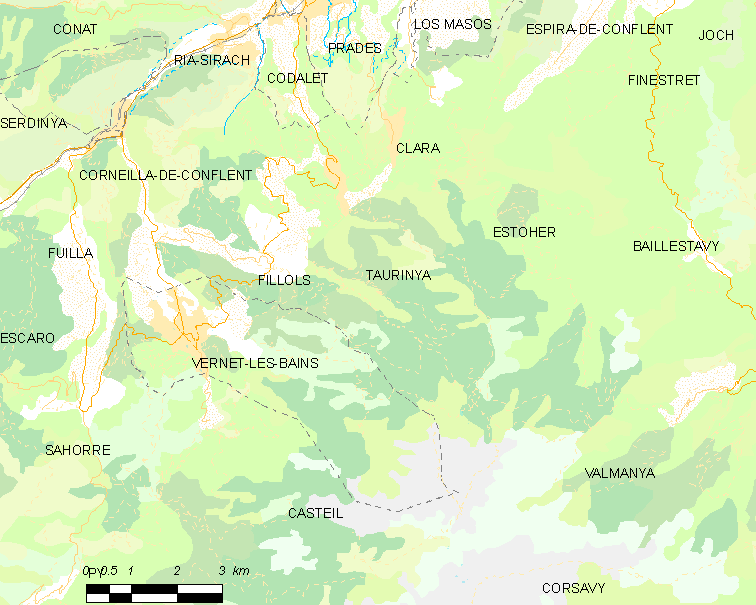
的OSM定位图

托里尼亚的时区为UTC+01:00、UTC+02:00（夏令时）。

## 行政
托里尼亚的邮政编码为66500，INSEE市镇编码为66204。

## 政治
托里尼亚所属的省级选区为勒卡尼古县。

## 人口

1962-2008年间人口变化图示

托里尼亚于2022年1月1日时的人口数量为327人。